# Passiflora membranacea
Passiflora membranacea là một loài thực vật có hoa trong họ Lạc tiên. Loài này được Benth. mô tả khoa học đầu tiên năm 1841.